# Keras
Keras — відкрита нейромережна бібліотека, написана мовою Python. Вона здатна працювати поверх TensorFlow, Microsoft Cognitive Toolkit, R, Theano та PlaidML. Спроєктовану для уможливлення швидких експериментів з мережами глибокого навчання, її зосереджено на тому, щоби вона була зручною в користуванні, модульною та розширюваною. Її було створено як частину дослідницьких зусиль проєкту ONEIROS (англ. Open-ended Neuro-Electronic Intelligent Robot Operating System), а її основним автором та підтримувачем є Франсуа Шоллє (фр. François Chollet), інженер Google. Шоллє є також автором глибоко-нейромережної моделі XCeption.
2017 року команда TensorFlow Google вирішила підтримувати Keras в основній бібліотеці TensorFlow. Шоллє пояснив, що Keras було замислено радше як інтерфейс, аніж як самостійну систему машинного навчання. Вона пропонує високорівневий, інтуїтивніший набір абстракцій, який робить розробку глибоко-нейромережних моделей простою незалежно від використовуваного обчислювального тилу. Microsoft додала до Keras і тил CNTK, доступний з версії CNTK 2.0.

## Властивості
Keras містить численні втілення широко вживаних нейромережних будівельних блоків, таких як шари, цільові та передавальні функції, оптимізувальники та безліч інструментів для спрощення роботи із зображеннями та текстом, щоби спрощувати кодування, потрібне для написання глибоко-нейромережного коду. Її код розміщено на GitHub, а до форумів спільнотної підтримки належать сторінка питань GitHub та канал Slack.
На додачу до стандартних нейронних мереж, Keras містить підтримку згорткових та рекурентних нейронних мереж. Вона підтримує інші поширені службові шари, такі як виключення, пакетне унормовування та агрегування.
Keras дає своїм користувачам можливість виробляти продукти на основі глибоких моделей для смартфонів (iOS та Android), вебсайтів та віртуальної машини Java. Вона також дозволяє використовувати розподілене тренування моделей глибокого навчання на кластерах графічних (ГП) та тензорних (ТП) процесорів переважно у зв'язці з CUDA.

## Розвиток
Keras претендує на кількість користувачів у понад 250 000 осіб станом на середину 2018 року. Вона була 10-м найзгадуванішим інструментом в опитуванні KDnuggets стосовно програмного забезпечення 2018 року, і зареєструвала 22 %-ве використання.